# ماهوبدانه
ماهوبدانه که با نام کروتون مسهل نیز شناخته می‌شود، یک گونه گیاهی از خانواده فرفیونیان است. ماهوبدانه در هند و پاکستان جمال‌گوتا نامیده می‌شود.

## اتیمولوژی
نام گونه‌ای تیگلیوم منشأ نامشخصی دارد. ممکن است از نام سنتی که داروسازان به دانه‌های گیاه کروتون داده‌اند، آمده باشد. بر اساس یک پیشنهاد، ممکن است از واژه یونانی تیگلوس، اسهال گرفته شده باشد. به گفته دیگری، ممکن است به یکی از جزایر ملوک در اندونزی اشاره داشته باشد که ظاهراً زیستگاه خانگی این گونه است.

## مصارف سنتی
ماهوبدانه یکی از ۵۰ گیاه اصلی مورد استفاده در طب سنتی چینی است که نام آن با دوو (巴豆) است. C. tiglium به عنوان japaala /ජාපාල یا jayapala در سینهالی شناخته می‌شود و در سیستم پزشکی سنتی سینهالی سریلانکا و در سانسکریت استفاده می‌شود. دانه‌ها در هندی، مراتی و اردو جمالگوتا نامیده می‌شوند و به دلیل سمیت (اثر پاک کنندگی شدید) خود به خوبی شناخته شده‌اند. آنها برای درمان یبوست پس از اینکه دانه‌ها تحت فرایند سم زدایی سنتی آیورودا با شیر گاو (گؤدوگدا) قرار گرفتند، استفاده می‌شوند. این به عنوان Śodhana، یک اصطلاح عمومی برای سم زدایی نامیده می‌شود. این گیاه سمی است و از پوست آن به عنوان سم پیکان و از دانه‌ها برای مسموم کردن ماهی استفاده می‌شود.

## ترکیبات شیمیایی
ترکیبات شیمیایی شناخته شده اصلی عبارتند از اسید کروتونولئیک، گلیسریل کروتونات، اسید کروتونیک، رزین کروتونیک، و مشتقات مختلف فوربول سرطان زا.

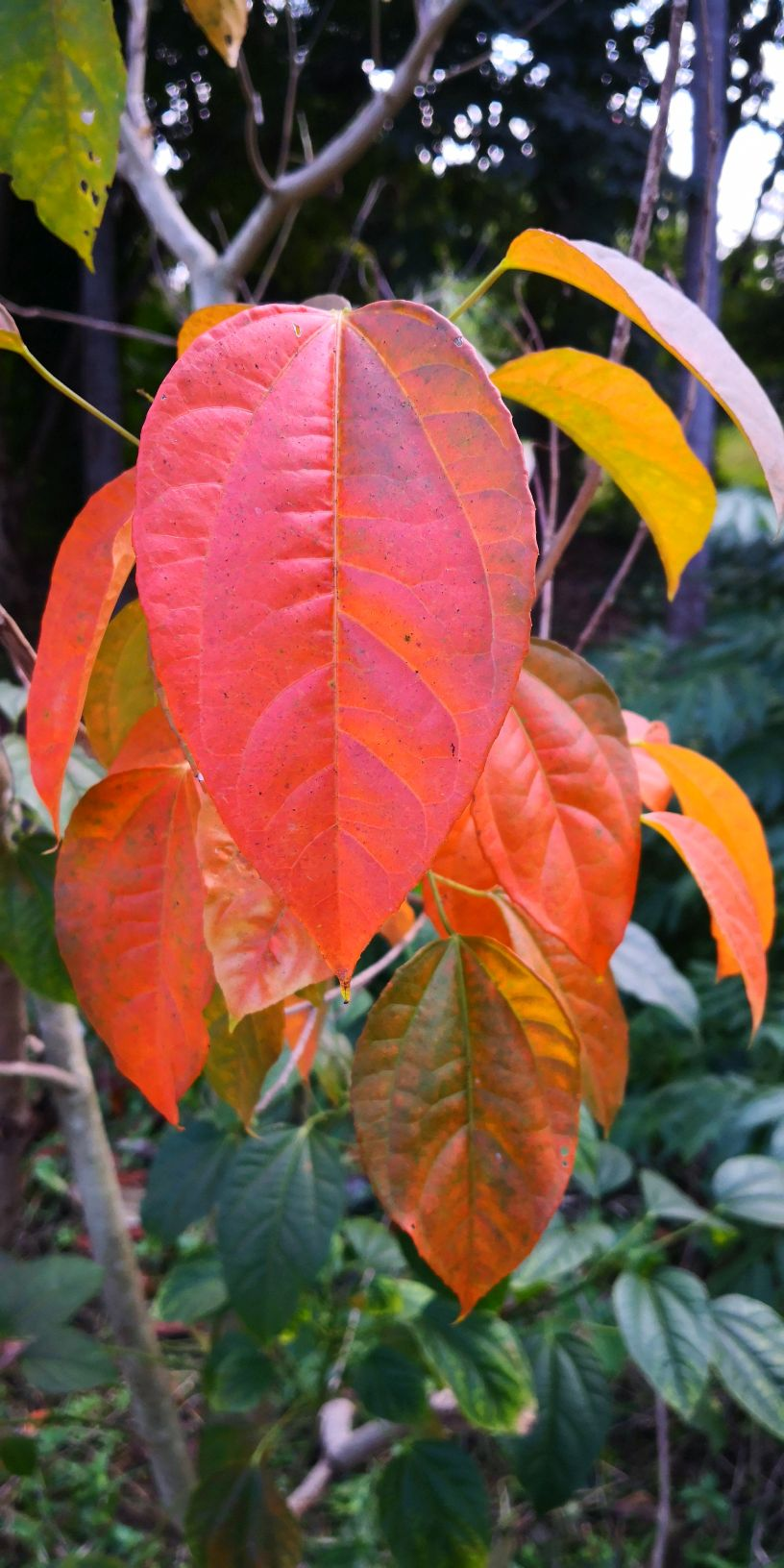
C. tiglium - برگ‌های پاییزی، ژانویه ۲۰۲۰، نان یائو یوان، جینگونگ، شیشوانگبانا، یوننان، جنوب غربی چین

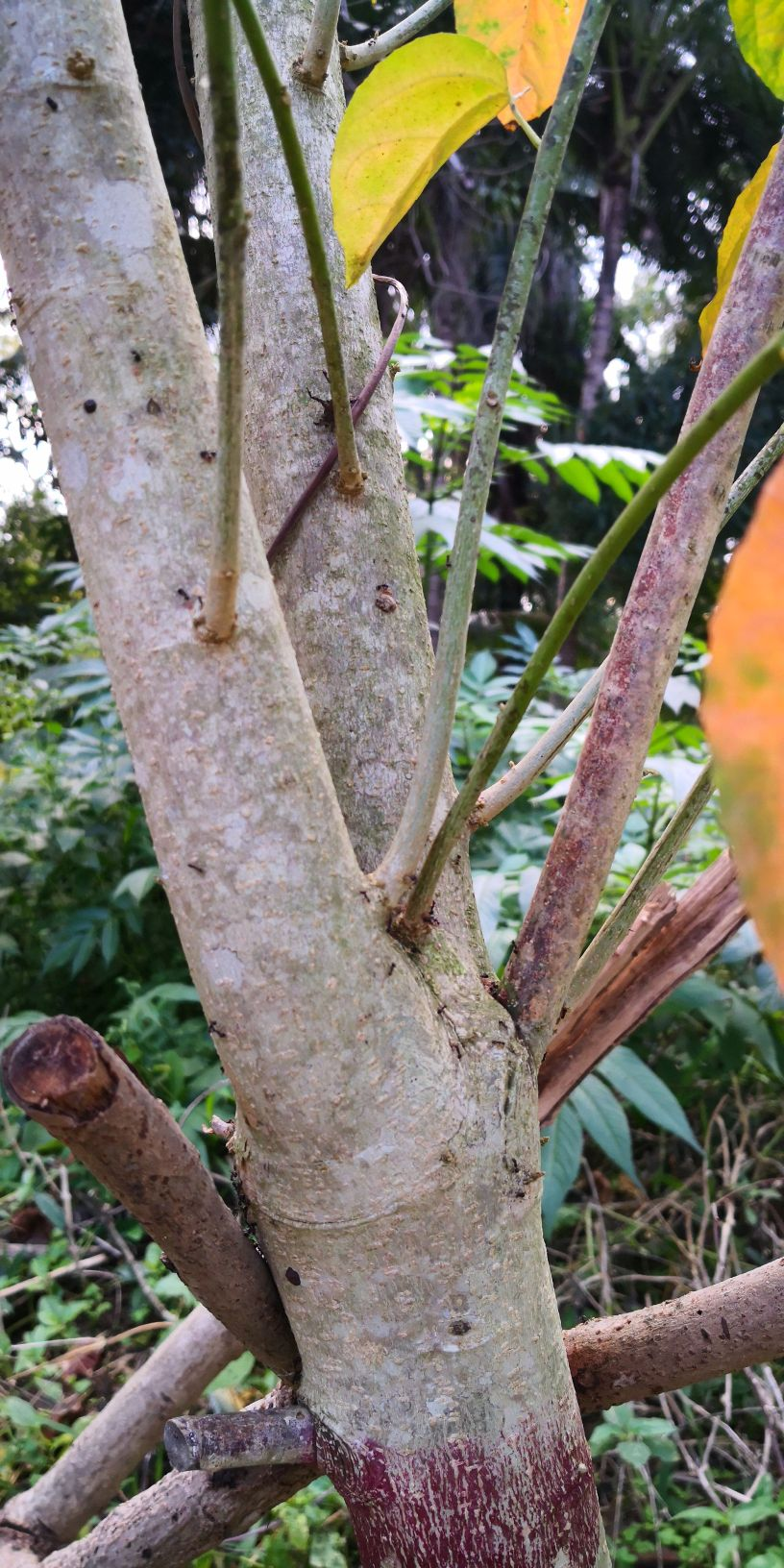
C. tiglium - ساقه با پوست، ژانویه ۲۰۲۰، نان یائو یوان، Jinghong, Xishuangbanna, Yunnan، جنوب غربی چین